# Плочник (археолошко налазиште)
Плочник је археолошки локалитет Винчанске културе у истоименом селу, крај обале Топлице и недалеко од Прокупља. Комплекс насеља из млађег каменог доба (постојало је од 5500. до 4700. године п. н. е) се простире на површини од око 110 хектара, а открића из прве деценије 21. века указују да је реч о најстаријем металуршком месту на свету. Сам локалитет је значајан и по пронађеним остацима керамике и примерцима фигуралне пластике.
Почетком септембра 2009. године је започела изградња реконструкције неолитског села, а постоје и замисли да се локалитет туристичким возом повеже са Прокупљем, Куршумлијом и Ђавољом Вароши.
Локалитету припадају и Римске терме (Плочник).

## Локалитет
Неолитско насеље је открио 1927. године Миодраг Грбић, тадашњи кустос Народног музеја у Београду, који је вршио археолошка истраживања на траси пруге Прокупље-Куршумлија. Само насеље је чинило неколико целина, које су се простирале на површини, од око 110 хектара, ограниченој са три стране водотоковима (Топлицом са југа, Бацком реком са истока и Паљевском реком са запада). Његови становници су се бавили пољопривредом, а основни материјал за израду оруђа је био камен. У склопу налазишта је пронађено доста керамичких посуда, али и предмета и оруђа израђених од камена и бакра.

## Металуршки центар
У Плочнику су током ранијих истраживања пронађени бакарни предмети, као и руде азурит и малахит, које се топе на 700°C и из којих се добија бакар. Раније су се ови налази тумачили случајним укопавањем у археолошки слој који одговара неолиту. Истраживања вођена од 1996. до 2008. године, којима су руководили археолози Душан Шљивар из Народног музеја у Београду и Јулка Кузмановић-Цветковић, кустос Народног музеја Топлице, доказали су да налази нису случајно доспели у неолитски слој. Њихов тим је током 2007. и 2008. године пронашли две земљане пећи квадратног облика, за које се претпоставља да су служиле за топљење метала. Пећи су смештене унутар већих грађевина, а уз њих су откривене и дуваљке направљене од печене земље. Поред њих су пронађени бакарни лимови, који указују да је ту обављана производња бакра. Откривене су и рупе дубине 2,5 и пречника 8 метара у којима није пронађен археолошки материјал. Сматра се да су у питању тзв. „металуршке јаме“, а у њима су пронађени пепео и гар, који настају услед сагоревања на високим температурама, на основу чијег састава се може закључити да се на том месту топио бакар.
Досадашњим истраживањима још увек нису пронађени коришћени калупи, одбачена шљака, као ни рудници из којих је добијана руда. Лежишта азурита и малахита постоје око Топлице, Косанице и Бањске реке у близини Плочника, а претпоставља се да су нека од њих открили становници овог насеља у потрази за каменом погодним за обраду.
Откриће металуршких пећи у Плочнику, мења досадашња схватања о почетку људског рударства и металургије, који је око пола миленијума старији него што се то до сада мислило.Сам Плочник, као средиште јужновинчанске културе, постао је најстарији металуршки, а самим тим и индустријски центар, пронађен на свету.
На овом локалитету је августа 2013. пронађен прстен од бакра стар 7 хиљада година. Претходне 2012. године пронађена је минђуша и перле. Ово указује да је у Плочнику била прва јувелирница у Европи.